# Jochen Strobl
Jochen Strobl (ur. 24 lutego 1979 w Innichen) – reprezentant Włoch w kombinacji norweskiej.
Pochodzący, podobnie jak wielu innych reprezentantów Włoch w sportach zimowych, z niemieckojęzycznego Południowego Tyrolu Strobl zadebiutował w Pucharze Świata 9 grudnia 1999 roku w fińskim Vuokatti. Jego najlepszym wynikiem w karierze była 12. lokata uzyskana w zawodach Pucharu Świata w Pragelato w sezonie 2004/2005. Startował na igrzyskach olimpijskich w Turynie w 2006 r., a także na mistrzostwach świata w narciarstwie klasycznym w Ramsau (1999), Lahti (2001), Val di Fiemme (2003), Oberstdorfie (2005) i Sapporo (2007), nie odnosząc tam jednak większych sukcesów.

## Osiągnięcia

### Igrzyska olimpijskie
| Miejsce | Dzień     | Rok  | Miejscowość | Konkurencja           | Wynik zwycięzcy | Strata  | Zwycięzca      |
| ------- | --------- | ---- | ----------- | --------------------- | --------------- | ------- | -------------- |
| 34.     | 11 lutego | 2006 | Pragelato   | Gundersen HS106/15 km | 39:44,6         | +4:57,7 | Georg Hettich  |
| DNF     | 15 lutego | 2006 | Pragelato   | Sztafeta HS134/4x5 km | 49:52,6         | -       | Austria        |
| 30.     | 21 lutego | 2006 | Pragelato   | Sprint HS134/7,5 km   | 18:29,0         | +1:40,8 | Felix Gottwald |

### Mistrzostwa świata
| Miejsce | Dzień     | Rok  | Miejscowość   | Konkurencja           | Wynik zwycięzcy | Strata   | Zwycięzca        |
| ------- | --------- | ---- | ------------- | --------------------- | --------------- | -------- | ---------------- |
| 38.     | 20 lutego | 1999 | Ramsau        | Gundersen K-90/15 km  | 37:04,8         | +11:59,6 | Bjarte Engen Vik |
| 22.     | 15 lutego | 2001 | Lahti         | Gundersen K-90/15 km  | 39:26,7         | +        | Bjarte Engen Vik |
| 36.     | 24 lutego | 2001 | Lahti         | Sprint K-116/7,5 km   | 19:40,3         | +        | Marko Baacke     |
| 29.     | 21 lutego | 2003 | Val di Fiemme | Gundersen K-95/15 km  | 37:54,2         | +5:35,8  | Ronny Ackermann  |
| 11.     | 24 lutego | 2003 | Val di Fiemme | Sztafeta K-95/4x5 km  | 47:23,9         | +11:03,1 | Austria          |
| 48.     | 28 lutego | 2003 | Val di Fiemme | Sprint K-120/7,5 km   | 18:47,8         | +4:05,0  | Johnny Spillane  |
| 14.     | 18 lutego | 2005 | Oberstdorf    | Gundersen HS100/15 km | 38:56,2         | +1:07,2  | Ronny Ackermann  |
| 23.     | 27 lutego | 2005 | Oberstdorf    | Sprint HS137/7,5 km   | 20:15,6         | +2:23,7  | Ronny Ackermann  |
| 37.     | 3 marca   | 2007 | Sapporo       | Gundersen HS100/15 km | 38:35,6         | +6:03,6  | Ronny Ackermann  |

### Puchar Świata

#### Miejsca w klasyfikacji generalnej
- sezon 1998/1999: 52.
- sezon 2000/2001: 39.
- sezon 2001/2002: -
- sezon 2003/2004: 36.
- sezon 2004/2005: 39.
- sezon 2005/2006: -
- sezon 2006/2007: 54.

#### Miejsca na podium
Strobl nigdy nie stanął na podium zawodów PŚ.